# Henry L. Dickey

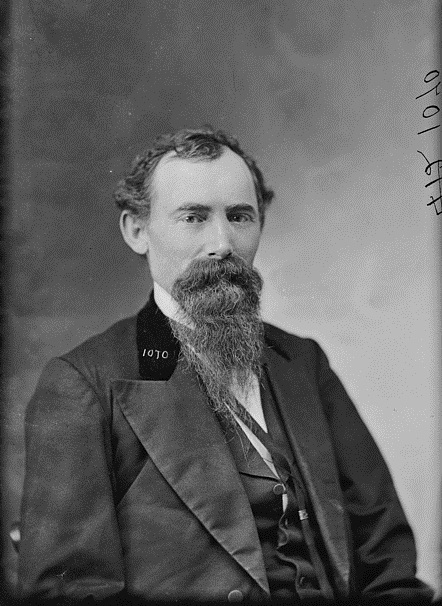
Henry L. Dickey

Henry Luther Dickey (* 29. Oktober 1832 in South Salem, Ross County, Ohio; † 23. Mai 1910 in Greenfield, Ohio) war ein US-amerikanischer Politiker. Zwischen 1877 und 1881 vertrat er den Bundesstaat Ohio im US-Repräsentantenhaus.

## Werdegang
Im Jahr 1836 zog Henry Dickey mit seinen Eltern nach Washington Court House im Fayette County. Elf Jahre später, 1847, kam er nach Greenfield, wo er die Greenfield Academy besuchte. Danach wurde er Bauingenieur. In dieser Eigenschaft leitete er den Bau der Marietta and Cincinnati Railroad im Vinton County. Im Jahr 1855 gab er diese Tätigkeit auf. Nach einem Jurastudium und seiner Zulassung als Rechtsanwalt begann er in zunächst in Chillicothe und dann in Greenfield in diesem Beruf zu arbeiten. Gleichzeitig schlug er als Mitglied der Demokratischen Partei eine politische Laufbahn ein. Im Jahr 1861 war er Abgeordneter im Repräsentantenhaus von Ohio; zwischen 1868 und 1869 gehörte er dem Staatssenat an.
Bei den Kongresswahlen des Jahres 1876 wurde Dickey im siebten Wahlbezirk von Ohio in das US-Repräsentantenhaus in Washington, D.C. gewählt, wo er am 4. März 1877 die Nachfolge von Lawrence T. Neal antrat. Nach einer Wiederwahl konnte er bis zum 3. März 1881 zwei Legislaturperioden im Kongress absolvieren. Seit 1879 vertrat er dort als Nachfolger von Henry S. Neal den zwölften Distrikt seines Staates. Im Jahr 1880 verzichtete er auf eine weitere Kandidatur.
Nach dem Ende seiner Zeit im US-Repräsentantenhaus praktizierte Henry Dickey wieder als Anwalt. Seit 1877 war er auch beim Obersten Bundesgericht zugelassen. Außerdem war er Präsident der Commercial Bank of Greenfield. Er starb am 23. Mai 1910 in Greenfield, wo er auch beigesetzt wurde.